# Contessina de Bardi
Contessina de Bardi (1390 — 1473), foi uma nobre italiana. Seu casamento com Cosme de Médici providenciou à família Médici prestígio e apoio militar necessários para o estabelecimento de seu poder em Florença.

## Biografia
Chamada Contessina em homenagem à Condessa Matilde de Canossa, sua família foi excepcionalmente rica por algum tempo até o colapso de seu banco em 1343, quando perderam muito de sua influência. Apesar disso foram capazes de manter boa posição graças a seus castelos, fortalezas e terras.
Se casou com Cosme de Médici por volta de 1415, com quem teve dois filhos: Piero e Giovanni. Também concordou em cuidar de Carlo, filho ilegítimo de seu marido.
Após a morte de Cosme, em 1464, viveu com seu filho Pedro e família tendo tido ótima relação com sua nora e netos.
Contessina faleceu no outono de 1473. Seu neto Lorenzo nomeou sua filha caçula Contessina de Medici em sua homenagem.

## Galeria

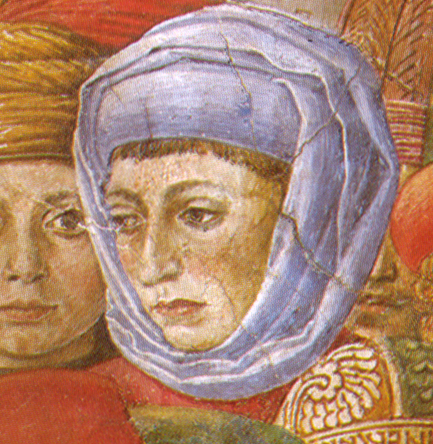
Contessina no detalhe da pintura "A processão dos magos" por Benozzo Gozzoli, na Capela Magi, no Palazzo Medici Riccardi.
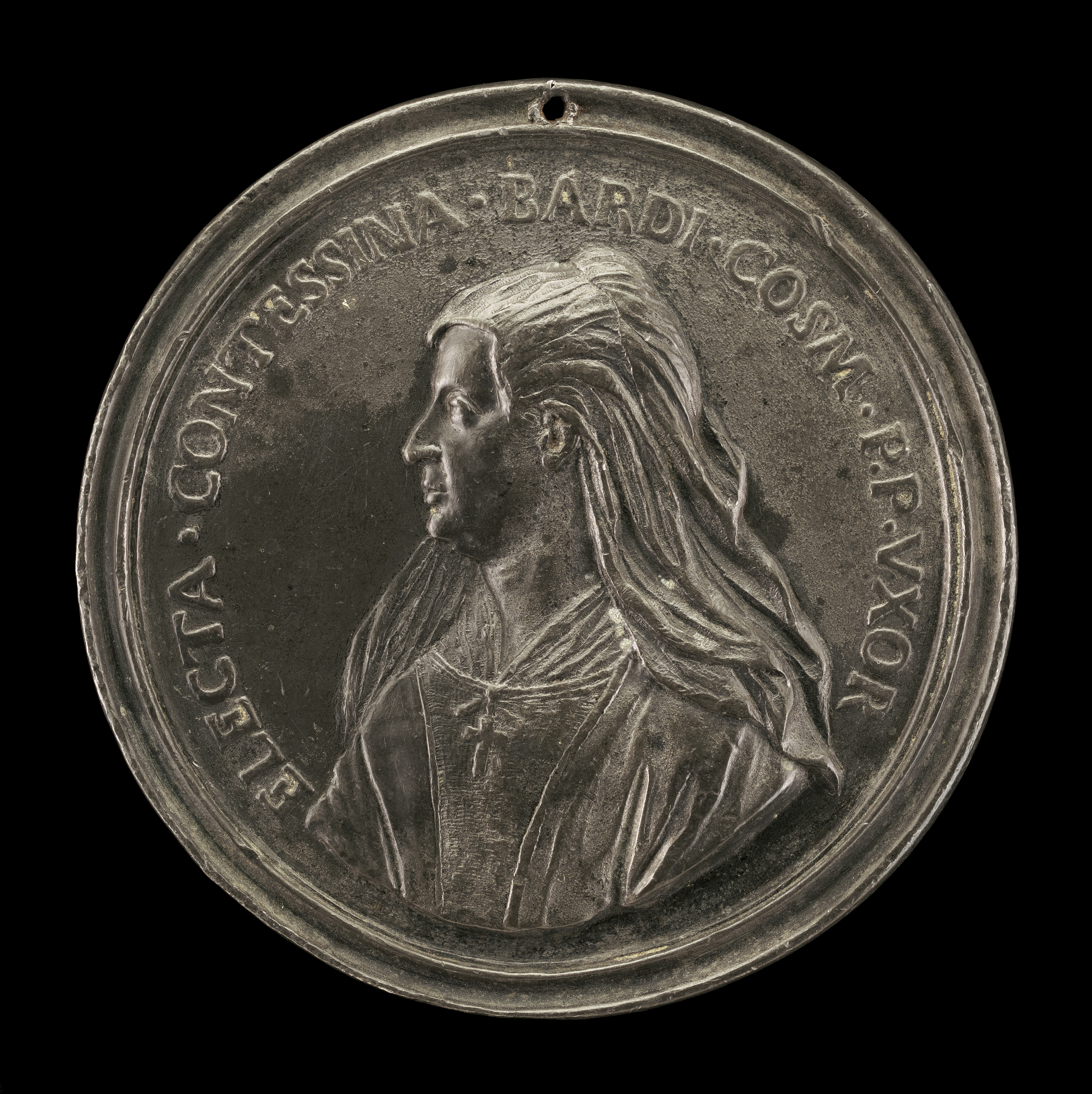
Imagem de Contessina numa medalha da década de 1740, produzida por Antonio Francesco Selvi, parte do acervo da Galeria Nacional de Arte em Washington, D.C.
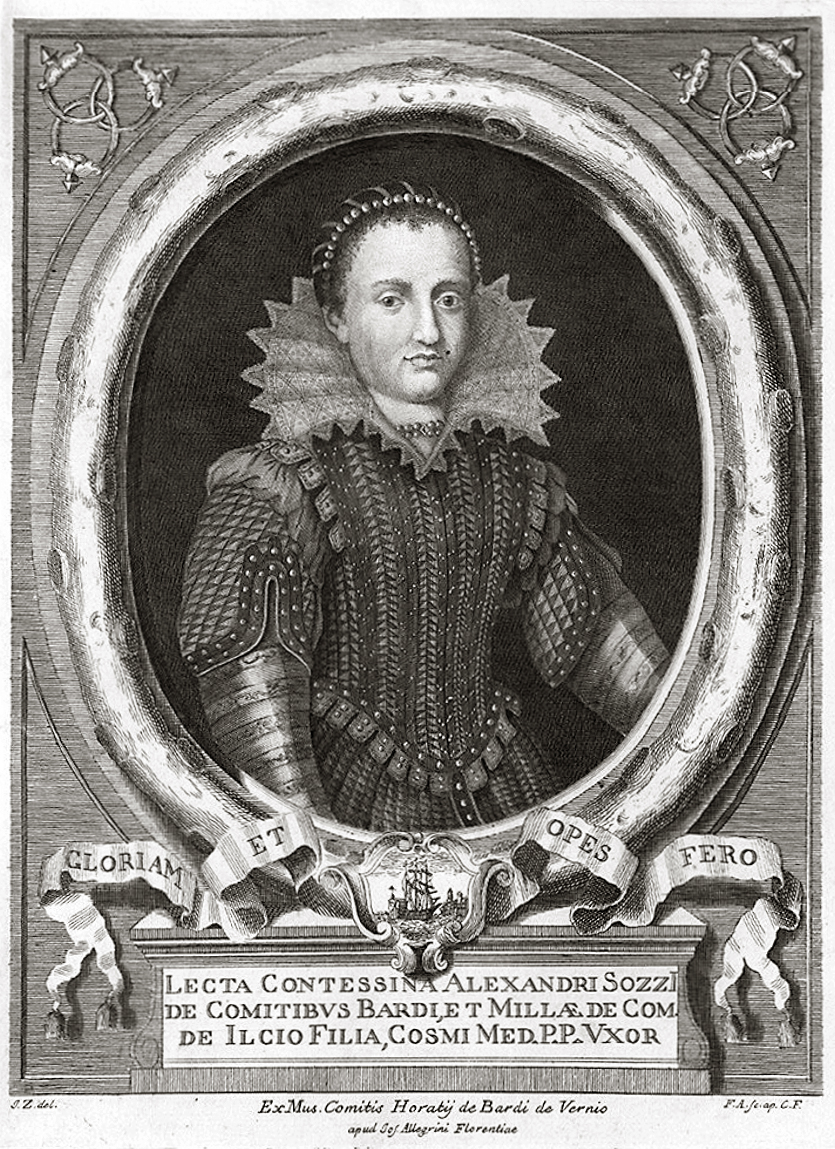
A nobre num retrato do século XVIII de autoria de Francesco Allegrini, baseado no original de Giuseppe Zocchi.